# Golpe de Estado en Turquía de 1960
El golpe de Estado en Turquía de 1960, también llamado la Revolución del 27 de Mayo (en turco: 27 Mayıs Darbesı), fue el primer golpe de Estado en la historia de la República de Turquía, llevado a cabo el 27 de mayo de 1960. Un grupo de 38jóvenes oficiales militares, actuando fuera de la cadena de mando militar, orquestaron el golpe. Estos oficiales fueron liderados de facto por Cemal Madanoğlu hasta el día del golpe. Tras recibir una amenaza del general Ragıp Gümüşpala, quien advirtió a que tomaría medidas para sofocarlo si es que no era encabezado por alguien de mayor rango, los oficiales decidieron designar al general Cemal Gürsel como su líder.El golpe derrocó al gobierno democráticamente elegido del Partido Demócrata, lo que culminó en la ejecución del primer ministro Adnan Menderes y de dos de sus ministros, Fatin Rüştü Zorlu y Hasan Polatkan.

## Fondo
El golpe de Estado turco de 1960 ocurrió en un contexto de agitación sociopolítica y dificultades económicas, ya que la ayuda estadounidense de la doctrina Truman y el Plan Marshall se estaba agotando. Ante esta situación, el primer ministro Adnan Menderes planeaba visitar Moscú con la esperanza de establecer líneas de crédito alternativas.

## Golpe
El coronel Alparslan Türkeş fue uno de los oficiales que lideraron el golpe de Estado de 1960 en Turquía.Como miembro de la junta militar (Comité de Unidad Nacional), había sido entrenado por Estados Unidos en 1948 para formar una contraguerrilla de apoyo, lo que reforzaba su postura anticomunista. En su discurso a la nación tras el golpe, Türkeş expresó su lealtad a la OTAN y la CENTO, aunque fue vago respecto a las razones específicas del golpe. La mañana del 27 de mayo, fue él quien declaró el golpe por radio, anunciando "el fin de un período en la historia turca y el comienzo de uno nuevo".

La gran nación turca: A partir de las 3:00 horas del 27 de mayo, las fuerzas armadas turcas han asumido la administración de todo el país. Esta operación, gracias a la estrecha cooperación de todos nuestros ciudadanos y fuerzas de seguridad, ha tenido éxito sin pérdida de vidas. Hasta nuevo aviso, se ha impuesto un toque de queda, exento únicamente para los miembros de las fuerzas armadas. Pedimos a nuestros ciudadanos que faciliten el cumplimiento de las tareas de nuestras fuerzas armadas y ayuden a restablecer el régimen democrático deseado por todos.
Alparslan TürkeşRadio broadcast May, 27th 1960

En una conferencia de prensa al día siguiente del golpe, Cemal Gürsel subrayó que el objetivo del golpe era "llevar al país lo más rápido posible a una democracia justa, limpia y sólida" y expresó su deseo de transferir el poder al pueblo a través de elecciones libres.Sin embargo, un grupo más joven dentro de la junta, liderado por Alparslan Türkeş, favorecía un liderazgo militar firme y un gobierno autoritario, inspirado en el Comité de Unión y Progreso y el régimen de Mustafa Kemal Atatürk.Este grupo intentó destituir a 147 profesores universitarios,lo que provocó una reacción de los oficiales a favor de la democracia, lo que resultó en la expulsión de Türkeş y su grupo al extranjero.

## Purga
La junta militar que lideró el golpe de Estado en Turquía en 1960 obligó a la jubilación a 235 generales y más de 3.000 oficiales, además de purgar a más de 500 jueces, fiscales y 1.400 miembros del profesorado universitario. También arrestó al jefe del Estado Mayor, al presidente, al primer ministro y a otros miembros de la administración.Además, varios cientos de notables alevíes kurdos fueron detenidos en un campo en Sivas,y 55 personas, en su mayoría afiliadas al Partido Demócrata y miembros kurdos de la Gran Asamblea Nacional, fueron deportadas a provincias occidentales.Posteriormente, el general Cemal Gürsel fue nombrado jefe de Estado provisional, primer ministro y ministro de defensa.

## Juicios de Yassıada
El ministro del Interior, Namık Gedik, se suicidó mientras estaba detenido en la Academia Militar Turca. Por su parte, el presidente Celal Bayar, el primer ministro Adnan Menderes y varios miembros de su administración fueron juzgados por un tribunal designado por la junta en la isla de Yassıada, en el mar de Mármara. Los políticos enfrentaron acusaciones de alta traición, malversación de fondos públicos y derogación de la Constitución.
Los tribunales resultaron en la ejecución del Ministro de Asuntos Exteriores, Fatin Rüştü Zorlu, y del Ministro de Finanzas, Hasan Polatkan, en la isla de İmralı el 16 de septiembre de 1961, mientras que Adnan Menderes fue ejecutado al día siguiente, el 17 de septiembre de 1961.En cambio, Celal Bayar no fue ahorcado, sino que fue encarcelado en la prisión de İmralı.

## Secuelas
El 9 de julio de 1961, se llevó a cabo un referéndum constitucional para redactar una nueva constitución que reemplazara a la de 1924. Esta nueva constitución fue aprobada por el 61,7% de los votantes, con una participación del 81,0%.
Un mes después de la ejecución de Menderes y otros miembros del gobierno turco, se celebraron elecciones generales el 15 de octubre de 1961, devolviendo la autoridad administrativa a los civiles, aunque los militares siguieron dominando la política hasta octubre de 1965.İsmet İnönü fue primer ministro por tercera vez entre 1961 y 1965. Durante este período, el coronel Talat Aydemir organizó dos intentos de golpe de Estado fallidos en febrero de 1962 y mayo de 1963. En las primeras elecciones libres tras el golpe, en 1965, Süleyman Demirel fue elegido y ocupó el cargo hasta 1971, cuando fue destituido por un memorando militar.
El gobierno que surgió tras el golpe, aunque breve, generó un ambiente político que propició el crecimiento masivo de la izquierda en Turquía. Partidos como el Partido de la Liberación Popular (HKP) y el Partido Patriótico (VP) lo consideran una revolución, destacando la polarización y movilización política que se vivió en ese período.